# Лебедєва Марія Захарівна
Лѐбедєва Марія Захарівна (1876, Суми, Харківська губернія, Російська імперія — після 1950, місто Москва, СРСР) — російська оперна співачка (лірико-колоратурне сопрано) українського походження.

## Життєпис
Народилась у дворянській родині. В Києві закінчила гімназію. Навчалась у Київському музичному училищі. Вокальну освіту здобула в Московській консерваторії (клас Є. Лавровської).
На Вітебській і Мінській оперній сцені дебютувала з антрепризою М. Каменської.
Співала в оперній трупі М. Медвєдєва (театр "Аквариум", Москва). 
Працювала солісткою опери С. Зиміна в Москві — з 1904 року, а з 1910 року — виступала у трупі М. К. Садовського в Києві.

## Партії[2]
- Афіна Паллада — "Енеїда" Микола Лисенко
- Історія — "Бранка Роксолана" Денис Січинський
- Антоніда — "Життя за царя" Михайло Глінка
- Віолетта — "Травіата" Джузеппе Верді
- Маргарита —"Фауст" Шарль Гуно
- Мікаела — "Кармен" Жорж Бізе

## Цікаві факти
Співачка була першою виконавицею партій Афіни Паллади в опері М. Лисенка «Енеїда» та Історії в опері Д. Січинського «Роксоляна». Трупа під орудою М. Садовського вперше показала оперу Д. Січинського, дещо змінивши її назву (на «Бранка Роксоляна») 10 березня 1912 року в Києві. Режисер — М. Садовський, диригент — Г. Єлінек, хормейстер — В. Верховинець, декорації художника П. Дякова. Партії виконували відомі співаки, в т.ч. Марія Лебедєва виконала партію Історії (пролог) 